# 木下祝夫
木下 祝夫（きのした いわお、1894年3月7日 - 1980年10月25日）は、日本の神職。香椎宮宮司。ドイツ語翻訳家。

## 経歴
香椎宮の禰宜であり、後に香椎宮宮司となる木下美重の子として福岡市東区香椎に生まれる。木下家は、代々香椎宮の神官の家系であり、実兄の木下伊都麿は宗像大社の宮司を務めている。父・美重は、本居豊穎、井上頼圀のもとで国学を修め、福岡近在の神職を集め神道や日本古典を講じていた。
1914年福岡県立中学修猷館を経て、1917年皇典講究所祭式科を修了し、1918年國學院大學国文科を卒業。その後、日本大学法律科を経て、再び國學院大學研究科に学ぶ。卒業後、1922年にドイツへ留学。1928年10月フリードリッヒ・ウィルヘルム大学(通称はベルリン大学) 哲学部哲学科を卒業し、1929年9月に帰国する。
当時、日本とドイツの両国間では、互いの文化研究の機運が高まっており、1926年、ベルリンの日本研究所が設立され、日本の重要な古典である『古事記』のドイツ語翻訳という提案が出された。そこで、ドイツの大学に留学した日本人の中で、唯一國學院大學出身者であった木下にその仕事が委ねられることになる。1929年、高松宮宣仁親王より、著述出版費として有栖川宮奨学金を賜る。それによって、1930年以降、『古事記』関係の資料を蒐集し、また、『古事記』の諸本を求めて全国を訪ね歩いている。ここから、独訳古事記完成への本格的な取り組みを始め、その一環として、1930年から1931年にかけて、後の『古事記』研究の第一人者である倉野憲司と『古事記』の読書会を毎週行っている。
この頃、独訳古事記は以下の全五巻で出版するという意向を固める。
- 独訳古事記第一巻 古事記原文
- 独訳古事記第二巻 古事記羅馬字文
- 独訳古事記第三巻 独逸語訳古事記
- 独訳古事記第四巻 古事記注釈
- 独訳古事記第五巻 古事記総論

一方で、1936年に刊行された、『新訂増補国史大系』第7巻の古事記の校訂にも参加している。これは、田口卯吉編の『国史大系』に継ぎ、国史学者黒板勝美を中心に、1929年から校訂出版に着手されたものであった。そして、その成果も充分に盛り込み、1940年、『独訳古事記第一巻 古事記原文』と『独訳古事記第二巻 古事記羅馬字文』を東京日独文化研究所とベルリン日本研究所の共同編集という形で刊行。その後、1944年、残る『第三巻 独逸語訳古事記』、『第四巻 古事記注釈』、『第五巻 古事記総論』の原稿を完成したが、刊行を前に戦災によりその全てを焼失し終戦を迎える。
戦後は、神宮奉斎会(現・神社本庁) や明治記念館等に奉職し、その後、福岡外事専門学校教授、福岡商科大学（現・福岡大学）教授、大東文化大学教授、1959年10月、九州産業大学教授、および香椎宮宮司に就任。ここで、職務の傍ら、灰儘に帰してしまったドイツ語訳古事記を世に出すべく、連日深夜に及ぶ研究を続け、1976年、『独訳古事記第三巻 独逸語訳古事記』、すなわち『古事記』のドイツ語訳『KOJIKI』を、香椎宮奉斎会より刊行する。これは、エドワード・G・サイデンステッカーの『The Tale of Genji』とともに、1976年の第13回日本翻訳文化賞を受賞している。しかし、それから4年後の1980年10月、独訳古事記第四巻・第五巻の完成を見ないままその生涯を閉じる。
その後、戦前に企画した構想とは異なるものとなったが、協力者である九州大学工学部助教授真鍋大覚によって、『独逸語訳古事記第四巻 天文暦象篇』が1984年に、『独逸語訳古事記第五巻 国土地理篇』が1986年に香椎宮奉斎会より出版されている。